# Ivan Palić
Fra Ivan Palić (Čonoplja, 1842. – 1885.) je bio bački hrvatski svećenik i književnik.
Školovao se u Pečuhu, Baji i Kalači. Bavio se školstvom i školskim pitanjima. 
Duhovničke dužnosti je obnašao u Baškutu, Monoštoru, Somboru i Novom Sadu. 
1880-ih je objavio katekizam na hrvatskom jeziku.
Zbog svog ustrajnog promicanja hrvatskog jezika u nepovoljnom političkom okružju (agresivna asimilacijska politika vlasti Kraljevine Ugarske), i fra Ivan Palić je jednim od spomena vrijednih osoba hrvatskih preporodnih gibanja u južnoj Ugarskoj.
Umro je 1885.